# المعتيب (الشغادرة)

تعديل مصدري - تعديل

المعتيب هي إحدى قرى عزلة جبل الشغادرة بمديرية الشغادرة التابعة لمحافظة حجة، بلغ تعداد سكانها 1290 نسمة حسب تعداد اليمن لعام 2004.